# Hamzah di Perlis
Syed Hamza ibni al-Marhum Syed Safi Jamal ul-Lail (1895 – Alor Setar, 20 febbraio 1958) è stato ragià di Perlis in Malaysia dal 1943 al 1945.

## Biografia
Hamzah di Perlis nacque nel 1895 ed era il terzo figlio del raja Saffi e della sua quinta moglie Inche' Shamsia binti Lebai Mat Amin. Venne educato presso il St Xavier's Institution di Penang. Nel 1935 compose l'inno nazionale del Perlis. Nel 1937 divenne vicepresidente del Consiglio di Stato.
Il raja Alwi, suo fratellastro, non si sposò e non ebbe figli. Nel 1933 chiese al Consiglio di Stato di eleggere un erede presuntivo al trono. Il Consiglio di Stato scelse Syed Hassan tra diversi contendenti possibili. Syed Hassan era un nipote del fratellastro del sovrano, Syed Mahmud. L'anno successivo Syed Hassan si ammalò e morì poco dopo. Il Consiglio di Stato tenne una nuova votazione ed elesse il figlio di Syed Hassan, Syed Putra, nuovo erede presuntivo. Hamzah, fratellastro minore di Alwi e vicepresidente del Consiglio di Stato, dissentì sul risultato in quanto era, secondo lui, contrario alle leggi di successione islamiche. Il sovrano e gli inglesi mantennero il loro supporto per Syed Putra, ma quando il raja si ammalò allo scoppio della seconda guerra mondiale nel 1941, Hamzah colse l'occasione per esercitare la sua influenza sugli affari politici dello Stato. Il giorno dopo la scomparsa del sovrano, avvenuta il 1º febbraio 1943, Hamzah si installò come raja di Perlis con l'appoggio dei giapponesi. Il 20 agosto 1943 il Perlis venne ceduto al Siam come parte dell'accordo segreto che aveva consentito ai giapponesi di invadere la penisola malese passando dal territorio siamese.
Il 17 settembre 1945 fu deposto dall'Amministrazione militare britannica e il giorno successivo rinunciò a ogni pretesa sul trono. Andò in esilio volontario a Satun, nel Siam, ma in seguito tornò in patria e prese residenza ad Alor Setar.
Si sposò tre volte e con la terza moglie ebbe sei figli, due maschi e quattro femmine.
Morì ad Alor Setar il 20 febbraio 1958 e fu sepolto nel cimitero reale di Arau.